# Франсиско V Фернандес де ла Куэва и де ла Куэва
Франсиско V Фернандес де ла Куэва и Фернандес де ла Куэва (17 ноября 1666, Генуя — 28 июня 1724, Мадрид) — испанский аристократ и гранд, 10-й герцог Альбуркерке (1686—1724), вице-король Новой Испании (1702—1710), кавалер Ордена Золотого руна с 1707 года.

## Биография
Представитель знатного испанского рода герцогов Альбуркерке. Родился 17 ноября 1666 года в Генуе. Единственный сын Мельхиора Фернандеса де ла Куэва (1625—1686), 9-го герцога де Альбуркерке (1676—1686), и Анны Розалии Фернандес де ла Куэва, 3-й маркизы де Кадейта (1647—1716), единственной дочери Франсиско IV Фернандеса де ла Куэва и Энрикеса де Кабрера, 8-го герцога де Альбуркерке.
Его отец, Мельхиор Фернандес де ла Куэва (1625—1686), в 1665 году женился на своей родной племяннице Анне Розалии Фернандес де ла Куэва, 3-й маркиз де Кадейта, дочери 8-го герцога Альбуркерке Франсиско IV Фернандеса де ла Куэвы и Хуаны Франсиски Диес де Окс и Армендарис.
12 октября 1686 года после смерти своего отца Франсиско V Фернандес де ла Куэва и Фернандес де ла Куэва унаследовал титулы 10-го герцога Альбуркерке (гранда Испании), 8-го маркиза де Куэльяр, 10-го графа де Ледесма и де Уэльма, 10-го сеньора де Момбельтран, Педро-Бернардо, Ла-Кодосера, Ласаита, Михарес, Альдеадавила, Вильярехо-дель-Валье, Куэвас-дель-Валье, Сан-Эстебан и Санта-Крус.
Носил титулы генерал-капитана Гранады и Андалусии, а также командовал атлантическим прибрежным флотом.
В апреле 1702 года новый король Испании Филипп V назначил Франсиско Фернандеса де ла Куэва, герцога Альбуркерке, вице-королем Новой Испании. Война задержала его отъезд в Америку, пока французский флот не пересек Атлантику из Ла-Коруньи в конце июня. В октябре он прибыл в Веракрус. По прибытии он дал разрешение французским работорговцам продолжать импортировать рабов из Африки в Мексику.
В ноябре 1702 года он встретил в соответствии с церемонией в Отумбе своего предшественника, архиепископа Хуана Ортеги-и-Монтаньеса, и позволил ему быть проинструктированным о должностных обязанностях. После того, как 27 ноября он принял должностную присягу перед мексиканской Реальной аудиторией, он 8 декабря переехал во дворец вице-короля. Как поклонник Бурбонов, он ценил французский этикет и манеры, которые он принес к своему двору и ввел в армию.
В ходе войны за наследство, в которой Испания выступила против Англии и Голландии, он приказал обновить Армаду де Барловенто, флот, который использовался для защиты испанского побережья в Мексиканском заливе и Карибском бассейне.
Администрация этого вице-короля была известна своей роскошью и великолепием. 6 января 1703 года дворцовые стражи в вице-королевском дворце впервые появились в мундирах французского стиля, в треугольных шляпах и прочем. Это привлекло большое внимание, и мода при дворе и за его пределами быстро последовала в том же духе. Это была мода на роскошь, резко контрастировавшая с бедностью большинства людей.
Фернандес де ла Куэва отремонтировал и расширил Армаду Барловенто (береговая охрана), чтобы она могла защищать испанские колониальные владения от нападений пиратов. Он посвятил большую часть вооруженных сил вытеснению англичан и голландцев с побережья Сен-Мексико (побережье Мексиканского залива). Он послал подкрепление и припасы в Сент-Огастин, штат Флорида, который был осажден англичанами. Он конфисковал собственность англичан и голландцев и использовал вырученные средства, чтобы отразить их вторжения. Он стремился защитить недавно созданные миссии иезуитов в Калифорнии.
Он также много работал, чтобы обеспечить финансовую помощь Бурбонов в войне за Испанское наследство. Он потребовал, чтобы католическое духовенство передало одну десятую их арендной платы правительству. Архиепископ решительно возражал. Когда срок полномочий Фернандеса де ла Куэва был продлен, в благодарность он перечислил короне два миллиона песо. Чтобы собрать эти деньги, он прибегает к сомнительным методам, таким как продажа государственных должностей. Его ремиссии в Испанию были настолько велики, что правительство оказалось не в состоянии платить многим полицейским и другим работникам, и они были уволены. Улицы и дороги кишели разбойниками.
В 1701 году был основан Трибунал де ла Акордада (буквально, Суд Соглашения). С момента своего создания до начала Мексиканской войны за независимость в 1810 году «Акордада» вынесла 57 500 приговоров 62 850 обвиняемым. Из них 35 058 человек были освобождены, 888 были повешены, 1729 — убиты; 19 410 человек были приговорены к тюремному заключению сроком на один или два года, а 263 — к работе на общественных работах, 777 были высланы в лагеря на севере, а остальные были отправлены постоянным судьям, 340 человек умерли в больницах, а 1280 — в тюрьме.
В 1704 году вице-король подавил восстание индейцев пима в Нуэва-Бискайя. Индейцы были подчинены, но в конечном счете это было плохим результатом для испанцев. Индейцы стали недоверчивы и сопротивлялись христианизации и власти колониальной администрации.
Фернандес де ла Куэва был тезкой Виллы де Альбуркерк (ныне город Альбукерке), которая была основана под его управлением 23 апреля 1706 года. 12 октября 1709 года был основан Сан-Франциско-де-Куэльяр (ныне город Чиуауа). Также в 1709 году была основана церковь Санта-Мария-де-Гуадалупе.
Несмотря на свои недостатки, Фернандес де ла Куэва имел репутацию приветливого, умеренного и способного губернатора, который поддерживал спокойствие и безопасность в вице-королевстве. Около января 1711 года он передал руководство своему преемнику, Фернандо де Аленкастре Норонье и Сильве, 3-му герцогу Линаресу. После этого он вернулся в Испанию в 1711 году, умер в Мадриде в июне 1724 года в возрасте 57 лет.

## Брак
Франсиско Фернандес де ла Куэва женился в Мадриде 6 февраля 1684 года на 18-летней Хуане де ла Серда-и-де-Арагон-Монкада, дочери Хуана Франциско II Томаса Лоренсо де ла Серда (1637—1691), 8-го герцога де Мединасели и 6-го герцога Алькала-де-лос-Гасулес, и Каталины де Арагон Фольк де Кардона, 8-й герцогини де Сегорбе, 9-й герцогини де Кардона и 5-й герцогини Лерма. У них было трое детей:
- Хуана де ла Куэва и де ла Серда (род. 1690)
- Франсиско VI Фернандес де ла Куэва и де ла Серда, 11-й герцог де Альбуркерке (1692—1757), преемник отца
- Ана Каталина де ла Куэва и де ла Серда (род. 1697), 6-я маркиза де Кадрейта, 6-я графиня де ла Торре, муж — Карлос Амбросио Гаэтано Спинола де ла Серда, 5-й герцог де Сесто и маркиз де Лос-Бальбасес (1696—1757).